# Patrícia Poeta
Pour les articles homonymes, voir Poeta.
Patrícia Poeta Pfingstag, née le 19 octobre 1976 à São Jerônimo, est une journaliste brésilienne. Elle présente le JN, journal télévisé du soir de la principale chaîne de télévision brésilienne Rede Globo, depuis 2011.

## Biographie
Patrícia Poeta a étudié le journalisme à l'Université pontificale catholique du Rio Grande do Sul, d'où elle sort diplômée en 1997. Après son diplôme, elle est engagée comme reporter sur TV Bandeirantes Porto Alegre, station de télévision régionale du réseau Bandeirantes. En février 2000, elle rejoint le réseau de télévision Globo, afin de présenter les bulletins météo des matinales Bom Dia São Paulo et Bom Dia Brasil, ainsi que des journaux télévisés Jornal Hoje et Jornal Nacional. Elle a également présenté le bulletin de nouvelles régional SPTV.
Elle se marie en juillet 2001 à Amauri Soares, journaliste à Rede Globo. Celui-ci prenant la direction de Globo Internacional à New York de 2002 à 2007, Patrícia Poeta devient, durant cette période, correspondante de Rede Globo à New York; elle étudie parallèlement le cinéma à l'université de New York, d'où elle sort diplômée. De retour au Brésil, elle présente à partir du 6 janvier 2008 le magazine d'information dominical de Rede Globo, Fantástico, succédant à Glória Maria.
Le 1er décembre 2011, Rede Globo annonce qu'elle quitte la présentation de Fantástico pour remplacer Fátima Bernardes au journal du soir, le JN. Elle entre en fonction le 6 décembre.